# شاسوراتو
شاسوراتو گروهی از الهه‌های بین‌النهرینی بودند که در جایگاه دستیاران نینماه بودند. نام آنها را می‌توان به «ماماها» ترجمه کرد و آنها را الهه‌گان حامیِ زنان باردار می‌دانستند. آنها در اسطوره انکی و نینماه (که در آن دارای اسامی فردی هستند) و در نسخه متاخر آترا-هاسیس دیده می‌شوند.

## نام و شخصیت
نام اکدی شاسوراتو از واژه سومری šassūru مشتق شده است که معنای آن را به «زهدان» یا «ماما» ترجمه کرد. از نظر گرامری جمع است. در جایگاه تئونیم، به گروهی از هفت الهه اشاره می‌کند که کارکردشان حمایت از زنان باردار و زایمان بود. در این حالت، آنها دستیاران الهه نینماه بودند. به احتمال زیاد این باور وجود داشت که در زمان تولد هر کودک انسانی به او کمک می‌کنند. مانفرد کربرنیک آنها را «الهه مادر» توصیف می‌کند واژه‌ای که معمولا برای اشاره به خداییانی به کار می‌رود که در خلقت انسان یا سایر خدایان نقش دارند. با این وجود، به نظر جولیا ام. آشر-گرو در آشورشناسی واژه «الهه تولد» احتمالا بهتر است. جوآن گودنیک وستنهولز نیز به عبارت «الهه مادر» در اکثر موردها معترض است، چرا که خداییانی که تحت این واژه قرار می‌گیرند معمولا مسوول پرورش کودکان نبودند. آلفونسو آرچی نیز از واژه «الهه تولد» حمایت می‌کند و یادآور می‌شود ایدهٔ یک «مادرِ بزرگ» الهی را یوهان یاکوب باخوفن در اصل شکل داد که «موفقیت بزرگی داشت اما (...) هیچ توجیهی در مستندات نمی‌یابد».

## اساطیر
شاسوراتو در اسطوره انکی و نینماه در جایگاه دستیاران نینماه ظاهر می‌شوند. در این متن، نام آنها عبارت است از: نینیما، شوزیانا، نینمادا، نینشار، نینموگ، مومودو و نینیگینا. به نظر ویلفرد جی. لمبرت این هفت الهه در جای دیگری با همدیگر در یک گروه ظاهر نمی‌شوند و حداقل شش نفر از آنها در سایر منابع گواهی شده‌اند. نینیما الههٔ مرتبط با خط و شبیه به نیسابا بود. شوزیانا در سایر متن‌ها نیز مرتبط با مامایی و در سایر زمینه‌ها نیز در کنار نینیماه ظاهر می‌شد. نینمادا در جایگاه الهه، مارگیر الهی بود. ظاهراً دو خدایی، یکی مذکر و دیگری مؤنث، این نام را داشته‌اند، اگرچه ممکن است منشأ مشابهی داشته یا حداقل تا حدی با هم ترکیب شده باشند. نینشار قصاب و خانه‌دار الهی بود. نینموگ با صنعتگری، به ویژه فلزکاری مرتبط بود؛ او همچنین در هنگام آماده‌سازی مجسمه‌های الهی فراخوانده می‌شد. نقش او به عنوان الهه زایش به احتمال زیاد مستقیماً با سایر کارکردهای او مرتبط بود، زیرا اصطلاحات سومری یکسانی برای اشاره به آماده‌سازی مجسمه‌ها و تولد کودکان استفاده می‌شد. به گفته لمبرت، مومودو را به احتمال زیاد باید گونه‌ای از مامو، الههٔ رویاها دانست که دختر شمش، خدای خورشید، بود. نینیگینا در جای دیگری شناخته نشده است.
در نسخهٔ متاخری از آترا-هاسیس در دوره آشوری نو نام شاسوراتو نیز آمده است، دو گروه هفت نفری از الهه‌گان (بدون نام) ظاهر می‌شوند که یک گروه آفرینش مردان و دیگری زنان را بر عهده دارند. مارتن استول پیشنهاد می‌کند که ارتباطی بین این گروه و «چهارده (گونه: شانزده) فرزند دینگیرما» که از فهرست‌های خدا شناخته شده‌اند، وجود داشته است، اگرچه او اشاره می‌کند که هیچ نشانهٔ روشنی وجود ندارد که همه آنها الهه بوده باشند.